# Pakistan i olympiska sommarspelen 1984
Pakistan deltog i de olympiska sommarspelen 1984 med en trupp bestående av tre deltagare, men ingen av landets deltagare erövrade någon medalj.

## Boxning
Bantamvikt
- Babar Ali Khan
  - 1/32-final; Bye
  - 1/16-final; Besegrade Firmin Abissi (BEN) på poäng 5:0
  - 1/8-final; Förlorade mot Robinson Pitalua Tamara (COL) på poäng 5:0

Lättvikt
- Asif Kamran Dar
  - 1/32-final; Besegrade Shlomo Niazov (ISR) på poäng 5:0
  - 1/16-final; Förlorade mot Leopoldo Contancio (PHI) på poäng 5:0

Weltervikt
- Syed Abrar Hussain
  - 1/32-final; Bye
  - 1/16-final; Förlorade mot Vesa Koskela (SWE) på poäng 4:1

Supertungvikt
- Mohammad Yousuf
  - 1/8-final; Förlorade mot Lennox Lewis (CAN) RSC omgång 3

## Friidrott
Herrarnas 100 meter
- Mohammad Mansha
  - Heat 6 omgång 1; 10,87 (→ gick inte vidare)

Herrarnas 200 meter
- Mohammad Mansha
  - Heat 3 omgång 1; 22,04 (→ gick inte vidare)

Herrarnas 400 meter
- Syed Meesaq Rizvi
  - Heat 3 omgång 1; 49,58 (→ gick inte vidare)

Herrarnas 800 meter
- Syed Meesaq Rizvi
  - Heat 6 omgång 1; 1:51,29 (→ gick inte vidare)

Herrarnas spjutkastning
- Mohammad Rasheed
  - Kvalgrupp 2; 74,58m (→ gick inte vidare, totalt 21:a plats)

## Landhockey
Herrar
Gruppspel
| Lag            | Poäng | Spelade | W | D | L | GF | GA | GD  |
| -------------- | ----- | ------- | - | - | - | -- | -- | --- |
| Storbritannien | 9     | 5       | 4 | 1 | 0 | 10 | 5  | +5  |
| Pakistan       | 7     | 5       | 2 | 3 | 0 | 16 | 7  | +9  |
| Nederländerna  | 7     | 5       | 3 | 1 | 1 | 16 | 9  | +6  |
| Nya Zeeland    | 4     | 5       | 1 | 2 | 2 | 10 | 10 | 0   |
| Kenya          | 2     | 5       | 1 | 0 | 4 | 5  | 14 | −9  |
| Kanada         | 1     | 5       | 0 | 1 | 4 | 7  | 19 | −12 |

     Kvalificerade till semifinal
Slutspel
|  | Semifinal      | Semifinal      |   |                 | Final           | Final |  |
|  |                |                |   |                 |                 |       |  |
|  | 9 augusti 1984 |                |   |                 |                 |       |  |
|  | Pakistan       | 3              |   |                 |                 |       |  |
|  | Australien     | 0              |   |                 |                 |       |  |
|  |                |                |   |                 |                 |       |  |
|  |                |                |   |                 | 11 augusti 1984 |       |  |
|  |                |                |   |                 | Pakistan        | 3     |  |
|  |                | Västtyskland   | 1 |                 |                 |       |  |
|  |                |                |   |                 |                 |       |  |
|  |                |                |   |                 |                 |       |  |
|  |                |                |   |                 | Bronsmatch      |       |  |
|  | 9 augusti 1984 | 9 augusti 1984 |   | 11 augusti 1984 | 11 augusti 1984 |       |  |
|  | Västtyskland   | 1              |   | Storbritannien  | 3               |       |  |
|  | Storbritannien | 0              |   |                 | Australien      | 2     |  |

## Segling
Soling
- Khalid Mahmood Akhtar, Adnan Yousuf och Naseem Anwar Khan
  - Poäng: 172,00; Nettopoäng: 145,00 efter sju lopp. Slutade på 20:e plats av 22.

Finnjolle
- Arshad Chaudhry
  - Poäng: 198,00; Nettopoäng: 168,00 efter sju lopp. Slutade på 24:e plats av 28.

470
- Munir Sadiq och Mohammad Zakaullah
  - Poäng: 182.00; Nettopoäng: 147,00 efter sju lopp. Slutade på 22:a plats av 28.